# مقاطعة ديتشين
مقاطعة ديتشين (بالتشيكية: Okres Děčín)‏ هي مقاطعة (أوكريس) في إقليم أوستي ناد لابم في جمهورية التشيك.
عاصمة هذه المقاطعة هي مدينة ديتشين.

## اقرأ أيضاً
- مقاطعات جمهورية التشيك